# Euhelopus zdanskyi
L'euelopodo (Euhelopus zdanskyi), noto un tempo come Helopus, è un grande dinosauro erbivoro vissuto in Cina nel Giurassico superiore.

## Un collo lunghissimo
Caratterizzato da un collo estremamente allungato, questo dinosauro era un pacifico quadrupede lungo circa 15 metri e pesante venti tonnellate. I resti fossili, ritrovati nella Cina settentrionale da Otto Zdansky sul finire degli anni '20 del secolo scorso, includevano gran parte dello scheletro, e in particolare era noto il cranio, alto e dotato di "finestre" che permettevano di alleggerirlo. I denti, a forma di bastoncino, puntavano in avanti e dovevano essere adatti a strappare la vegetazione. Il naso era posto sulla sommità del capo. Proprio questo strano tratto, insieme alla lunghezza straordinaria del collo, portò molti paleontologi a pensare che questo animale passasse le sue giornate immerso nell'acqua a brucare alghe, mettendo fuori solo la testa o, addirittura, la sommità del capo dove erano posizionate le narici. Successivi studi hanno dimostrato che la pressione dell'acqua sarebbe stata eccessiva da sostenere.

## Classificazione
Euhelopus, nonostante il nome (che significa "buon piede di palude"), era un animale terrestre, abituato a brucare le cime degli alberi grazie al suo lungo collo dalla postura obliqua. Il cranio, abbastanza simile a quello di Camarasaurus, ha portato molti paleontologi a ritenere che i due animali fossero strettamente imparentati, ma alcune caratteristiche delle vertebre avvicinano questo dinosauro ai diplodocidi. In sostanza, sembra che Euhelopus faccia parte di una radiazione asiatica di sauropodi piuttosto evoluti (gli euelopodidi, appunto) che si svilupparono tra il Giurassico superiore e il Cretacico inferiore. Questi dinosauri sono posti nel gruppo dei macronaria, molto vicino alla base dei titanosauri, ovvero i sauropodi dominatori del Cretaceo.